# Kelemen Zoltán (irodalomtörténész)
Kelemen Zoltán (Dombóvár, 1969. december 29. ) magyar irodalomtörténész, tanszékvezető egyetemi docens, Szegedi Tudományegyetem BTK Magyar Nyelvi és Irodalmi Intézet Összehasonlító Irodalomtudományi Tanszék.

## Életpálya
Alapiskoláit a dombóvári Zrínyi Ilona Általános Iskolában végezte, a helyi Gőgös Ignác Gimnáziumban érettségizett.
- Dr. habil. Kelemen Zoltán (PhD), egyetemi docens: Személyes anyagok/ Önéletrajz

### Családja
Felesége Farkas Katalin, három gyermekük született.

## Kutatási területei
- mítosztörténeti elemzések
- a zsenikultusz
- kortárs magyar és külföldi irodalom
- összehasonlító vizsgálódások társművészetekben
- a digitális-információs technológiai civilizáció és a kultúra viszonya
- emlékezetkultúra
- ökofilozófia-ökokritika
- kisebbségi és emigrációs irodalom és kultúra a Metanoia Artopédia munkássága

### Kutatási projektek, ösztöndíjak
- 2007-2008 ösztöndíj: Habsburg Történeti Intézet Habsburg-kori Kutatások Közalapítvány. A 19-20. század fordulójának ködlovag írói (Cholnoky Viktor, Cholnoky László, Szini Gyula, Krúdy Gyula, Lovik Károly, Török Gyula) a magyar irodalomban
- 2003-2006 ösztöndíj: OTKA Posztdoktori, téma: Közép-Európai irodalmak
- 2003-2004 ösztöndíj: MTA Bólyai János, téma: a 19-20. század fordulójának közép-európai irodalmai

## Publikációi
- Magyar Tudományos Művek Tára (MTMT), Kelemen Zoltán irodalomtörténész - 241 találat

## Díjai, elismerései
- Szegedi Akadémiai Bizottság, Fiatal Kutatók Díja - 1994, 1996-1999
- Faludy György Költészeti Díj - 1993

## Társasági tagsága
- Meghívottként tart népszerűsítő, kollégiumi, illetve szabadegyetemi előadásokat - 2017 -
- Mentortanárként vesz részt a SZTE BTK hallgatói felzárkózást támogató programjában - 2017-2021
- Az MTA Köztestületének tagja - 2017
- Beszélgetéseket vezet és szervez  írókkal-művészekkel különböző fórumokon - 2016 -
- A Magyar Irodalmi Társaság és a Magyar James Joyce Társaság tagja - 2015 -
- Az Országos Doktori Tanács tagja - 2012 -
- Az UTC Íjász Szakosztályának tagja - 2001 -
- Kuratóriumi tag: Faludy díj - 2000-2014
- A Hódmezővásárhelyi Szent István Általános Iskola Író-Deák – zsűritag - 1998 -
- Roma Polgárjogi Alapítvány ROMAVERSITAS Láthatatlan Kollégiuma – tutor - 1997-2000, 2007-2008

## Külső hivatkozások
- Hasonló a hasonlónak - Metanoia Artopédia
- Két kiadatlan regény az Osztrák-Magyar Monarchia utolsó éveiből. (Lovik Károly: Görgey csillaga és Török Gyula: Egon.) - Szegedi Tudományegyetem: Tudásportál